# Haïm Soloveitchik
Pour les articles homonymes, voir Soloveitchik.
Chaim (HaLevi) Soloveitchik (en hébreu : חיים סולובייצ'יק), connu aussi comme Reb Haïm de Brisk ou Brisker (1853-1918) est un rabbin et savant talmudique perçu comme le fondateur de l'approche populaire « Brisk » (ou méthode Brisker par opposition à l'approche holistique) vis-à-vis de l'étude talmudique du judaïsme. 

## Biographie
Haïm Soloveitchik est né le 25 mars, 1853 à  Wołożyn (Volojine), dans l'Empire russe, aujourd'hui en Biélorussie. Il est le fils du rabbin  Yossef Dov Soloveitchik, le Beis Halevi ((né en 1820 à Niasvij, Empire russe et mort le 1er mai 1892 à Brest, Empire russe, aujourd'hui en Biélorussie)  et de Tzirel Efron (née circa 1823 à Wołożyn (Volojine), dans l'Empire russe, aujourd'hui en Biélorussie et morte en 1873 à Sloutsk, en Biélorussie). Tzirel Efron est la fille du rabbin Abram Itska Efron (né en 1794) et de Minya Basia Efron (née circa 1792).
Yosef Dov Soloveitchik enseigne dans la célèbre yechiva de Volojine. Après quelques années, il est nommé rabbin à Sloutsk, où le jeune Haïm Soloveitchika est éduqué. Alors qu'il est encore un jeune homme, son génie est rapidement reconnu. Il enseigne  de nombreuses années à la yechiva de Volojine, puis  accepte le poste de rabbin de la ville de Brest en Russie Blanche (Brisk en yiddish), puis dans la Russie impériale. Il est membre de la dynastie rabbinique des Soloveitchik.

### Mort
Haïm Soloveitchik est mort le 30 juillet 1918 (21 Eloul 5678).